# People (álbum)
People es el título del cuarto álbum de estudio en solitario de Barbra Streisand. Inicialmente destinado a ser llamado The Fourth, se cambió de opinión. La canción "People" era una nueva versión de estudio del tema más conocido del musical Funny Girl que Streisand estaba protagonizando. El álbum se convirtió en el primer número uno en Billboard de Streisand, de los nueve que ha obtenido hasta la fecha, permaneciendo cinco semanas en esa posición.

## Lista de temas
1. "Absent Minded Me" (Bob Merrill, Jule Styne) - 3:11
2. "When In Rome (I Do As The Romans Do)" (Cy Coleman, Carolyn Leigh) - 3:01
3. " Fine And Dandy" (Kay Swift, Paul James) - 2:54
4. "Supper Time" (Irving Berlin) - 2:52
5. "Will He Like Me?" (Jerry Bock, Sheldon Harnick) - 2:37
6. "How Does The Wine Taste?" (Matt Dubey, Harold Karr) - 2:40
7. "I'm All Smiles" (Michael Leonard, Herbert Martin) - 2:16
8. "Autumn" (Richard Maltby, Jr., David Shire) - 2:00
9. "My Lord And Master" (Oscar Hammerstein II, Richard Rodgers) - 3:03
10. "Love Is A Bore" (Sammy Cahn, Jimmy Van Heusen) - 2:13
11. "Don't Like Goodbyes" (Harold Arlen, Truman Capote) - 3:20
12. "People" (Bob Merrill, Jule Styne) - 3:42

En la reedición del álbum en 2002 se añadió como “Bonus Track” el tema 
"I Am Woman" (Bob Merrill, Jule Styne) que en su día fue la cara”B” del "single" "People"

## Información del álbum
La canción "People" fue escogida como la gran canción de "Funny Girl". Fue grabada el 20 de diciembre de 1963 en el Estudio A de Columbia en Nueva York. En la misma sesión, producida por Mike Beniker, se grabaron otros tres temas de la obra, aun sin estrenar: "I Am Woman", "Who Are You Now" y "Cornet Man". Estos cuatro temas se editaron en dos "singles". Los arreglos fueron de Meter Matz. 
Cuando la obra se estrenó el 26 de marzo de 1964 resultó ser un gran éxito para Streisand.
El álbum People no se empezó a grabar hasta el 24 de julio de 1964. De esa sesión se editó un "single", en agosto, con los temas: Absent Minded Me (tema desechado de Funny Girl) and Funny Girl , una canción rápida (no es la que aparecería cuatro años más tarde en la versión cinematográfica). Esta última canción no se incluyó en el álbum People.
Barbra regresó al estudio de grabación los días 4 y 11 de agosto de 1964 para grabar la mayoría de los temas que aparecen en el álbum (Quiet Night y Where's That Rainbow, grabados para este disco pero no utilizados, se incluyeron un año más tarde en 'My Name is Barbra, Two'.
Algunos de los temas se grabaron dos veces; una, con los arreglos de Peter Matz y otra, con los de Ray Ellis; escogiendo después los mejores para su publicación.
El disco se publicó en septiembre de 1964. 
La fotografía de la portada fue tomada en el Lago Míchigan en junio de 1963, mientras Barbra estaba en Chicago actuando en el club Mr. Kelly's.
El álbum ganó tres premios Grammy
Durante una semana de octubre de 1964, cinco discos de Streisand parecían en la lista de Billboard de los discos más vendidos: The Barbra Streisand Album, The Second Barbra Streisand Album, The Third Album, Funny Girl, y People

## Lista de ventas
| \| US Billboard Pop Albums Chart (1964) \| \| \| ------------------------------------ \| ------- \| \| Posición más alta \| 1 \| \| Semanas en lista \| 84 \| \| Certificación \| PLATINO \| |         |
| US Billboard Pop Albums Chart (1964) |         |
| Posición más alta | 1       |
| Semanas en lista | 84      |
| Certificación | PLATINO |

## Premios Grammy
| \| Grammy Awards (1964) \| \| \| ----------------------------------------------------------------------------------------------------- \| ---------- \| \| Grammy Award for Album of the Year \| Nominación \| \| Grammy Award for Best Vocal Performance, Female \| PREMIO \| \| Grammy Award for Record of the Year People (canción) \| Nominación \| \| Grammy Award for Best Best Album Cover \| PREMIO \| \| Grammy Award for Best Accompaniment/Arrangement for Vocalist or Instrumentalist Peter Matz por People \| PREMIO \| |            |
| Grammy Awards (1964) |            |
| Grammy Award for Album of the Year | Nominación |
| Grammy Award for Best Vocal Performance, Female | PREMIO     |
| Grammy Award for Record of the Year People (canción) | Nominación |
| Grammy Award for Best Best Album Cover | PREMIO     |
| Grammy Award for Best Accompaniment/Arrangement for Vocalist or Instrumentalist Peter Matz por People | PREMIO     |

## Créditos
- Producción: Robert Mersey
- Acompañamiento al piano: Peter Daniels
- Arreglos y dirección: Peter Matz & Ray Ellis
- Fotografía de portada: Don Bronstein
- Fotografía de contraportada: Hank Parker